# Daniel Pek
Daniel Andrzej Pek (ur. 28 listopada 1991 w Kościerzynie) – polski niepełnosprawny lekkoatleta, specjalizujący się w biegach średniodystansowych, wicemistrz paraolimpijski z Londynu i Rio de Janeiro,srebrny i brązowy medalista mistrzostw świata, mistrz Europy i halowy mistrz świata.
Startuje w kategorii niepełnosprawności T20 (sportowcy niepełnosprawni intelektualnie). Pierwsze sukcesy na imprezach rangi mistrzowskiej odniósł w 2011 roku w Imperii, gdzie na mistrzostwach świata INAS zdobył dwa medale. W Londynie w 2012 roku zadebiutował na igrzyskach paraolimpijskich. Przed igrzyskami na mityngu w Białogardzie uzyskał czas 3.57,49, zostając liderem list światowych. W olimpijskim finale osiągnął wynik 3:59,45 i przegrał tylko z Irańczykiem Peymanem Nasirim Bazanjanim. Srebrny medal z wynikiem 3:56,17 zdobył również podczas Igrzysk Paraolimpijskich w Rio de Janeiro (2016).
W 2016 roku podczas paralekkoatletycznych mistrzostw Europy w Berlinie wystartował w grupie T20 i zdobył brąz w biegu na 800 metrów, osiągając wynik 1:56,91 oraz w biegu na 1500 metrów.

## Rekordy
- Rekord mistrzostw Europy[4]
  - Bieg na 1500 metrów (T20) – 3:56,28 (11 czerwca 2016, Grosseto)

## Wyniki
| Rok  | Zawody                   | Miejscowość    | Konkurencja               | Wynik       | Pozycja     |
| ---- | ------------------------ | -------------- | ------------------------- | ----------- | ----------- |
| 2012 | Mistrzostwa Europy       | Stadskanaal    | Bieg na 1500 metrów (T20) | 4:01,77     | 4. miejsce  |
| 2012 | Igrzyska paraolimpijskie | Londyn         | Bieg na 1500 metrów (T20) | 3:59,45     | 2. miejsce  |
| 2013 | Mistrzostwa świata       | Lyon           | Bieg na 1500 metrów (T20) | 3:59,09     | 2. miejsce  |
| 2015 | Mistrzostwa świata       | Doha           | Bieg na 400 metrów (T20)  | DNF         | DNF         |
| 2015 | Mistrzostwa świata       | Doha           | Bieg na 1500 metrów (T20) | 4:00,31     | 5. miejsce  |
| 2016 | Mistrzostwa Europy       | Grosseto       | Bieg na 800 metrów (T20)  | 1:57,71     | 3. miejsce  |
| 2016 | Mistrzostwa Europy       | Grosseto       | Bieg na 1500 metrów (T20) | 3:56,28     | 1. miejsce  |
| 2016 | Igrzyska paraolimpijskie | Rio de Janeiro | Bieg na 400 metrów (T20)  | 52,43 (el.) | 10. miejsce |
| 2016 | Igrzyska paraolimpijskie | Rio de Janeiro | Bieg na 1500 metrów (T20) | 3:56,17     | 2. miejsce  |
| 2018 | Mistrzostwa Europy       | Berlin         | Bieg na 800 metrów (T20)  | 1:56,91     | 3. miejsce  |
| 2018 | Mistrzostwa Europy       | Berlin         | Bieg na 1500 metrów (T20) | 3:59,62     | 3. miejsce  |
| 2019 | Mistrzostwa świata       | Dubaj          | Bieg na 400 metrów (T20)  | 52,12 (el.) | 14. miejsce |
| 2019 | Mistrzostwa świata       | Dubaj          | Bieg na 1500 metrów (T20) | 3:58,33     | 3. miejsce  |